# 葉山透
葉山透，日本輕小說作家。

## 人物
在2009年的台北國際書展公開「葉山透」是由兩位作家所組成的共用筆名，分別是女性「葉山」以及男性「透」。
兩位作家經常透過MSN及電子郵件等方式互相討論劇情。

## 經歷
以《ルーク&レイリア》參加第一屆富士見Young Mystery大賞，進入最終決選但並未得獎。後來以此作品出道。
之後在電擊文庫上刊載人氣作品《9S》，現在仍在連載中。

## 作品

### ASCII Media Works
- 9S
- 0能者九条湊

### 一迅社文庫
- ※新裝版

## 註解
1. 1 2  .   [2010-08-15]. （原始内容存档于2016-03-04）.

## 外部連結
- （日語） 葉山透官方BLOG （页面存档备份，存于）
- （日語） 葉山透舊官方網站 （页面存档备份，存于）